# Jorge Posada
Jorge Rafael Posada Villeta (Santurce, 17 agosto 1970) è un ex giocatore di baseball portoricano.
Ha disputato 17 stagioni nella Major League Baseball (MLB), sempre nelle file dei New York Yankees.

## Gli inizi
Nato a Porto Rico, ha praticato molti sport in gioventù. Dopo la scuola superiore a Porto Rico, ha frequentato il Calhoun Community College a Decatur nello stato dell'Alabama.
Nel 2006 è stato inserito nella  Alabama Community College Athletic Hall of Fame.

## Carriera
Fu scelto da New York Yankees nel draft del 1990 al 24º round. Inizialmente giocava come interno, ma successivamente è passato nel ruolo di ricevitore. Verso fine carriera è passato nel ruolo di battitore designato e dopo la stagione 2011 si è ritirato.
Nel 2007 a 35 anni compiuti ha chiuso la stagione con una media battuta di .338, quarto assoluto di tutta l'American League.
In carriera ha sempre vestito la maglia degli Yankees, con cui ha vinto 4 World Series, di cui 3 consecutive dal 1998 al 2001 e la quarta nel 2009.
Le statistiche vita di Posada sono media battuta di .273, 275 fuoricampo e 1065 punti battuti a casa (RBI). Oltre a ciò è stato selezionato per partecipare a 5 All-Star Game e ha vinto 5 Silver Slugger Award.
Posada è il quinto ricevutore nella storia della MLB con almeno 1.500 valide, 350 doppi, 275 fuoricampo e 1.000 punti battuti a casa in carriera.

## Vita privata
Jorge Posada è figlio di padre cubano, scappato dal regime di Fidel Castro. Il padre ha lavorato come scout dei Colorado Rockies, mentre suo zio ha giocato negli anni 1960 con i Kansas City Athletics..
Il 21 gennaio 2000 Jorge Posada sposò Laura Mendez, un'avvocato ed ex modella e attrice di Porto Rico dalla quale ha avuto due figli, Jorge Luis e Paulina.
Il figlio di Posada soffre di craniosinostosi; per questo il giocatore creato la Fondazione Jorge Posada per aiutare le famiglie toccate da questa malattia.
Posada è molto amico della stella degli Yankees Derek Jeter, che fu il testimone al matrimonio di Jorge con Laura nel 2000.
Posada ha scritto un libro per bambini intitolato Play Ball! che è stato pubblicato nel 2006, mentre con sua moglie ha scritto Fit Home Team, un manuale di salute per le famiglie. Ha scritto anche un'autobiografia intitolata The Beauty of Love: A Memoir of Miracles, Hope, and Healing, descrivono le loro difficoltà personali che hanno affrontato dopo aver appreso le condizioni del figlio nel 1999.

## Riconoscimenti

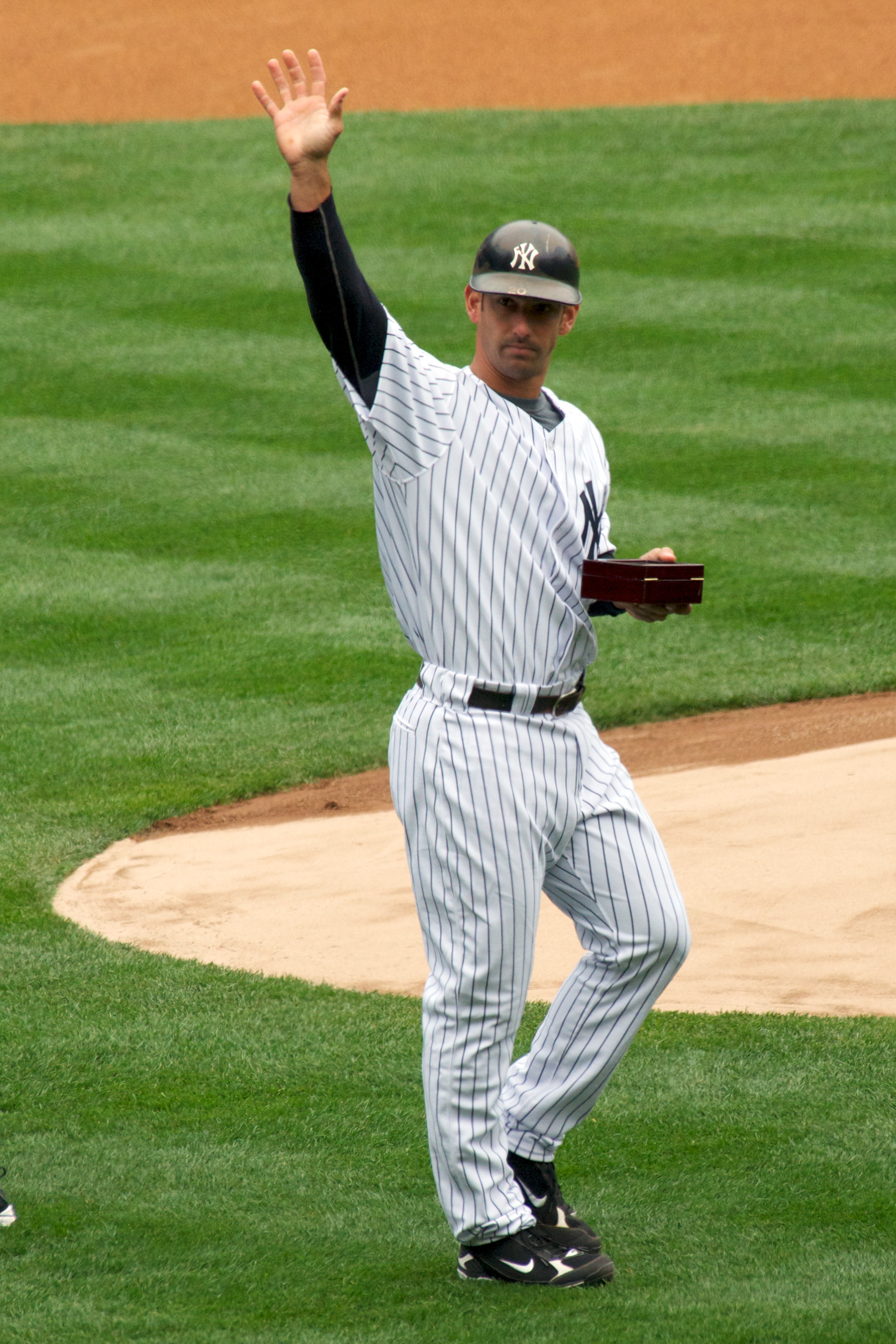
Posada riceve l'anello delle World Series 2009

| Riconoscimenti                                            | Numero | Anni                         |
| --------------------------------------------------------- | ------ | ---------------------------- |
| All-Star Game nella squadra dell'American League          | 5      | 2000, 2001, 2002, 2003, 2007 |
| Silver Slugger Award come ricevitore dell'American League | 5      | 2000, 2001, 2002, 2003, 2007 |
| International League All-Star Catcher                     | 2      | 1995, 1996                   |
| Campione alle World Series                                | 4      | 1998, 1999, 2000, 2009       |
| Baseball America First-Team Major League All-Star Catcher | 1      | 2002                         |
| Carolina League All-Star                                  | 1      | 1993                         |
| Thurman Munson Award                                      | 1      | 2000                         |
| Milton Richman "You Gotta' Have Heart" Award              | 1      | 2001                         |